# Соколи (гміна)
Гміна Соколи (пол. Gmina Sokoły) — сільська гміна у східній Польщі. Належить до Високомазовецького повіту Підляського воєводства.
Станом на 31 грудня 2011 у гміні проживало 5956 осіб.

## Територія
Згідно з даними за 2007 рік площа гміни становила 155.57 км², у тому числі:
- орні землі: 71.00%
- ліси: 19.00%

Таким чином, площа гміни становить 12.14% площі повіту.

## Населення
Станом на 31 грудня 2011:
| Опис     | Загалом | Загалом | Чоловіки | Чоловіки | Жінки | Жінки |
| -------- | ------- | ------- | -------- | -------- | ----- | ----- |
| одиниця  | осіб    | %       | осіб     | %        | осіб  | %     |
| все      | 5956    | 100     | 2990     | 50.20    | 2966  | 49.80 |
| міське   | 0       | 100     | 0        |          | 0     |       |
| сільське | 5956    | 100     | 2990     | 50.20    | 2966  | 49.80 |

## Сусідні гміни
Гміна Соколи межує з такими гмінами: Високе-Мазовецьке, Кобилін-Божими, Кулеше-Косьцельне, Лапи, Нові Пекути, Посьвентне, Хорощ.